# 柏树乡 (中江县)
柏树乡，是中华人民共和国四川省德阳市中江县下辖的一个乡镇级行政单位。

## 行政区划
柏树乡下辖以下地区：
南盛街社区、左街社区、王庙村、石河村、洞嘴村、红庙村、五堂村、元宝村、宝石村、紫桥村、柏树村、群龙村、普陀村、龙寨村、玉溪村、观井村、白庙村、松林村、左街村、关塘村和金湾村。